# Galerie des Adelidae

## Adela

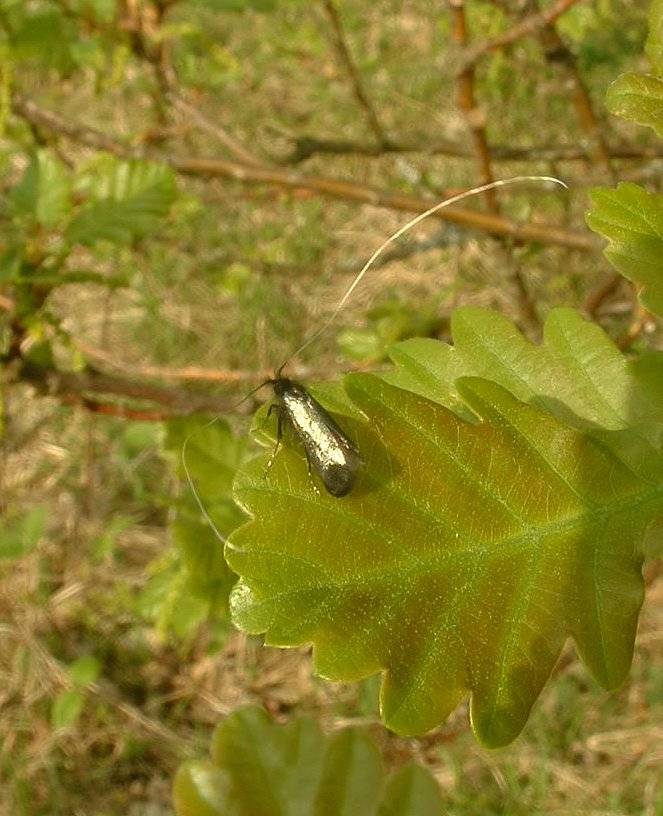
Adela reaumurella (Linnaeus, 1758)

## Cauchas

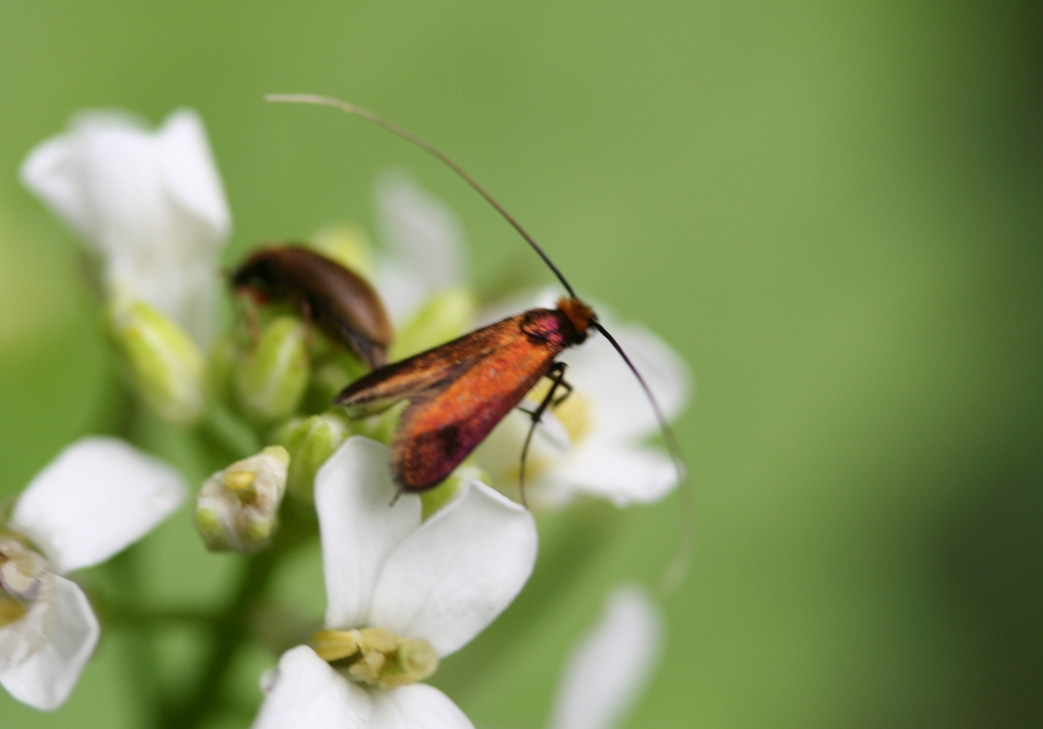
Cauchas rufimitrella (Scopoli, 1763)

## Nemophora

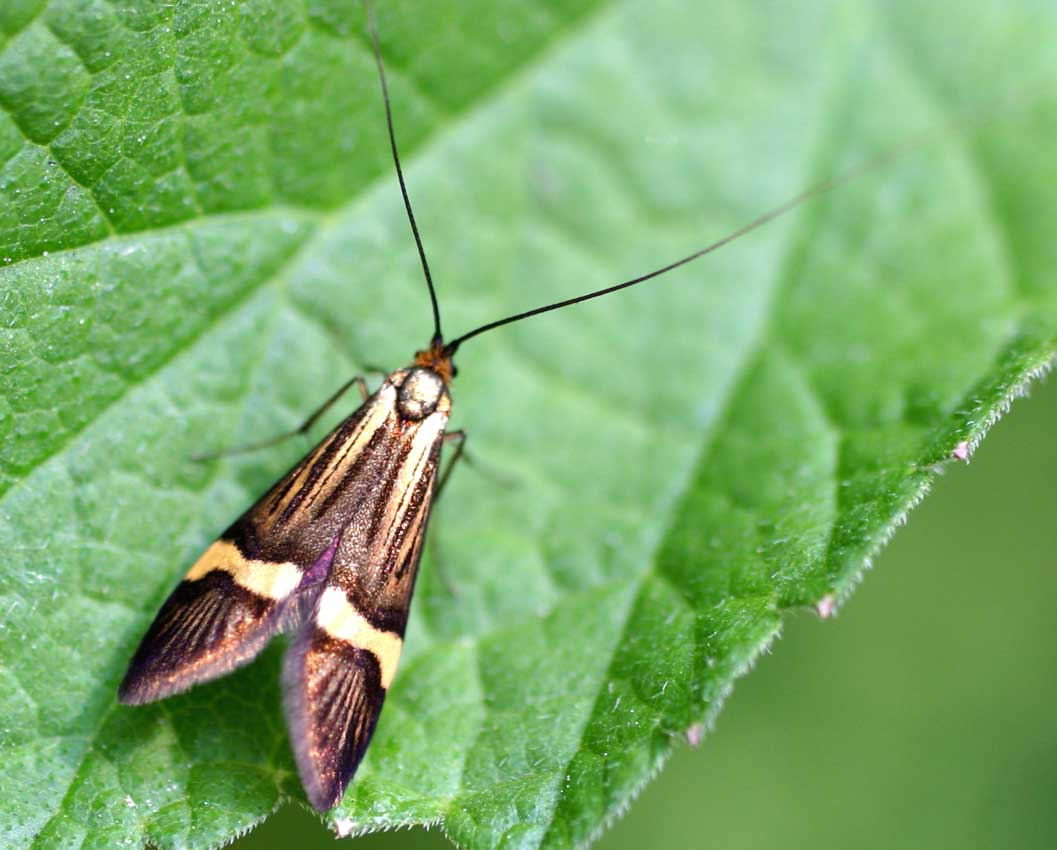
Nemophora degeerella (Linnaeus, 1758)
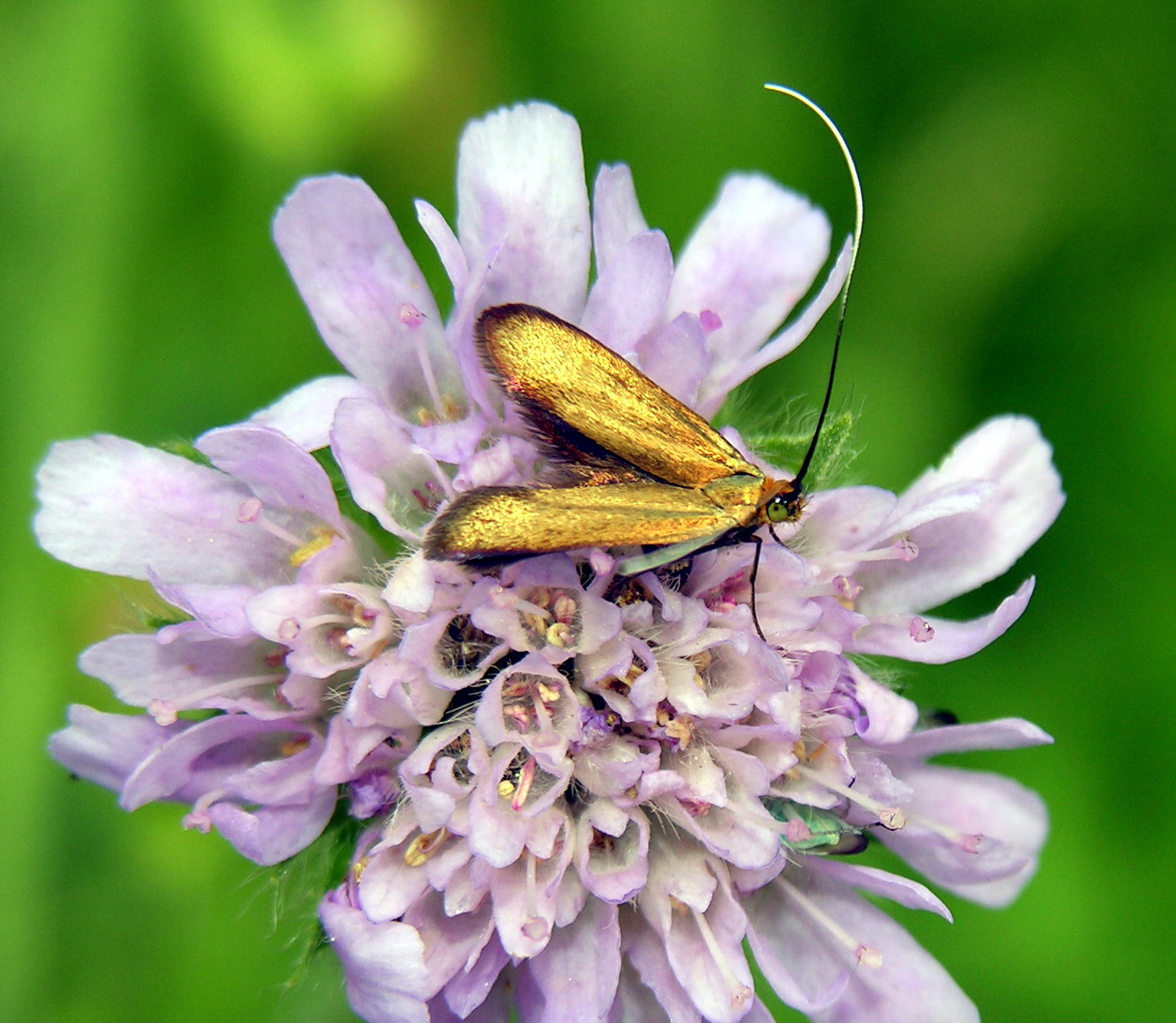
Nemophora metallica (Poda, 1761)